# (51341) 2000 QP26
2000 كيو بي 26 (ويعرف أيضًا باسم (51341) 2000 كيو بي 26 وفق تسمية الكوكب الصغير) (بالإنجليزية: 2000 QP26)‏ هو كويكب ضمن حزام الكويكبات؛ وترتيبه 51341 من حيث الاكتشاف.
اكتُشف هذا الجُرم الفلكي بواسطة تاكيشي أوراتا ‏ في 23 أغسطس 2000.

## وصلات خارجية
- (51341) 2000 QP26 في قاعدة بيانات مختبر الدفع النفاث لأجرام النظام الشمسي الصغيرة

- الاكتشاف · مخطط المدار ·  العناصر المدارية · المعلمات المادية

- (51341) 2000 QP26 على موقع ويكي سكاي: DSS2, SDSS, GALEX, IRAS, Hydrogen α, X-Ray, Astrophoto, Sky Map, Articles and images